# Брев
Брев (фр. Brèves) насеље је и општина у источном делу централне Француске у региону Бургоња, у департману Нијевр која припада префектури Кламси.
По подацима из 2011. године у општини је живело 291 становника, а густина насељености је износила 17,49 становника/km². Општина се простире на површини од 16,64 km². Налази се на средњој надморској висини од 156 метара (максималној 309 m, а минималној 152 m).

## Демографија
| 1962. | 1968. | 1975. | 1982. | 1990. | 1999. | 2011. |
| ----- | ----- | ----- | ----- | ----- | ----- | ----- |
| 300   | 298   | 273   | 234   | 286   | 308   | 291   |

График промене броја становника у току последњих година